# 航空扱い
航空扱い（こうくうあつかい）とは、郵便制度のうち航空機により国内間あるいは国外間を結ぶことにより、配達までの時間短縮を図る扱いのことである。国際郵便では航空郵便、内国郵便・ゆうパックでは航空機積載とも呼ばれる。
現在の日本では、日本郵便株式会社が行っている。

## 歴史
世界初の定期的な、飛行機による郵便の航空扱いの営業は、1918年5月15日に米国郵政省（後のアメリカ合衆国郵便公社）がワシントンD.C.とニューヨーク市の間で、フィラデルフィア経由で実施したものである。
それ以前にも、1870年、普仏戦争時のパリ攻囲戦で、プロイセン軍に包囲され電信線などの通信手段も失われたパリ市内から、多数の気球を建造することにより地方へ郵便を送るという、結果として世界最初の航空郵便となった輸送が行われた。しかし風任せの気球ではどこに着陸するかがわからず、海に落ちるなどして行方不明になる気球やプロイセン軍占領地域に着陸して没収される気球もあったうえ、地方からパリに正確に気球を着陸させることは不可能だったため、気球郵便はパリからの一方通行だった。
その他、博覧会等に合わせての試験飛行は実施されていた。アンリ・ペケは1911年2月18日、インドの飛行ショーで、ソメール複葉機に乗り10km離れたアラハバードからナイニまで約6,500通の手紙を輸送する、「世界初の航空郵便」と銘打ったパフォーマンスを行った。第一次世界大戦中も、当時のオーストリア・ハンガリー帝国が軍用航空路線の一部区間を民間の航空扱いに開放していたが、双方向かつ当初から民間路線扱いとして開業し、かつ特別の料金を徴収したのは上記のアメリカの例が初と言える。
発明されたばかりの飛行機は出力が低いため旅客や貨物の大量輸送は出来なかったが、郵便車より高速なことから郵便物を迅速に輸送するサービスが開始された。特に戦間期には郵便機と呼ばれる郵便輸送用の航空機が多数運用された。このため航空業務は主力事業である郵便を司る官庁が管轄していた国も多く、日本での民間航空は1923年に陸軍省から逓信省に移管され、パイロットの養成も逓信省の外局である航空機乗員養成所が行っていた。

## 国内郵便

### 概要
内国郵便（国内郵便）の速達郵便では、同社の内国郵便約款によって「もっとも速やかな運送便により、遅滞なく運送すること」と明記されており、郵政民営化以前からの郵便物運送委託法（第5条1の三）との関係から、実質的には可能な限り航空貨物（基本的に定期旅客便に併載）で輸送されることとなっている。
普通郵便小包やエクスパック・ポスパケットについても、約款上の連絡運輸に関する規定により航空機積載となる場合があるが、速達扱いがされた郵便物の積載・輸送を優先した上での配送となる。
近距離の普通郵便（第一種・はがき）では基本的に陸路（トラック輸送）を用いるが、遠距離や離島（特に本州 - 北海道・沖縄県間や、東日本 - 九州間）の場合は、コンテナの積載量に余裕がある場合に航空積載される事が多い。ただし配達については公示されている送達日数の範囲内であれば問題ないため、速達並みに早く配達される事はない。また、クレジットカード代金類の明細書やねんきん定期便のような、一カ所で作成し全国に向けて一斉に大量に差し出す郵便物については区分郵便物など送達日数に余裕を持たせた上での割引料金で発送する事が多く、この場合は基本的に航空積載は行われずに貨物自動車や鉄道コンテナ（郵便）による陸上交通で輸送されている。
航空扱いの国内郵便は、1919年（大正8年）10月22日、東京 - 大阪間で郵便飛行が開始されたことに始まる。第二次世界大戦後は、1951年（昭和26年）4月23日、郵便80周年を記念して東京-大阪間で航空郵便の扱いを再開した。
現在の日本の内国郵便の航空機積載は上記のとおり基本的に定期旅客便への託送によっているが、過去には集荷・配達に有利な夜間の郵便物専用便が運航されていた時期があった。夜間の専用便は、まず速達郵便専用便として1954年（昭和29年）4月27日から東京 - 大阪間で1日1往復の運航が始められた。その後、1966年（昭和41年）10月29日からは、非速達扱いの通常郵便物についても翌日配達区域を拡大するため、長距離の区間は航空機積載の対象とすることとなり、このとき輸送量の多い札幌 - 東京 - 大阪 - 福岡の幹線区間については夜間専用便（東京札幌間専用線・東京福岡間専用線）が設定され、DC-6形機などの大型機を使用して運航が開始された。1969年（昭和44年）4月15日からは東京 - 大阪（伊丹）線について、ジェット機のボーイング727-100QC型も投入された。しかしながら、1970年代以降、空港周辺地域の騒音問題から早朝・深夜の航空機発着が規制されるようになり、夜間の専用便の運航は中止され、以後はもっぱら定期旅客便への託送によることとなっている。

### 輸送事業者
輸送業務は、2000年度までは日本航空・全日本空輸・日本エアシステムの航空大手三社とその系列会社に発注されていた。2000年以降、航空運賃の届出制への移行と新規航空事業者の参入に伴い、2001年度から郵政事業庁（当時）は輸送業務の発注に一般競争入札を導入した。これに伴い、スカイマークなどの新規事業者も輸送業務に参入している。

## 国際郵便

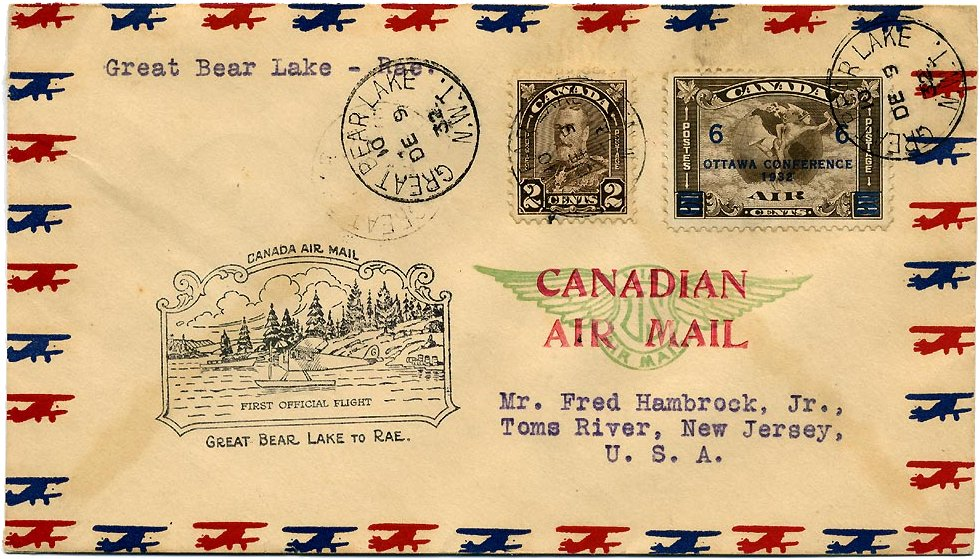
1932年にカナダで使用された航空扱いの郵便物の例

万国郵便連合各加盟国の郵便事業が請けもつ国際郵便の輸送方法には、船便（Surface, SEA)と航空便(AIR)の2種類に大別される。
船便は重量であっても比較的廉価な料金で発送されるが、運搬に日数を要する。そのため、現在では信書などの比較的軽量で安価な郵便物や、生鮮食品のように出来るだけ早く到着させたい品物には航空便を利用する。航空便を使う信書を AIR MAIL (英)と呼び、「エアメール」として日本語でも通じる。
- 日本郵便では、国際文通週間に発行された記念切手が、航空扱いに対応した金額で、はがき・封書用に販売している。
- 日本国外では、航空切手が発売されている国家もある。

航空便で送る郵便物には、差出人が表にPAR AVION（フランス語）またはAIR MAIL（英語）と表記する。葉書・封筒であれば、あらかじめ赤と青で縁取りされ、「PAR AVION」または「AIR MAIL」と印刷された物を用いると航空便となる。

### 航空便の多様化
1990年代にサービスの細分化が行われ、航空便の中でも最優先で輸送・配達する国際スピード郵便 (EMS) と、航空便より配達日数に時間を要するが、船便より早く廉価なエコノミー航空郵便 (SAL) が設けられた。EMSはビジネス書類や書誌の最新刊など急を要するものに、SALは日数がかかっても差し支えのない荷物や、在外日本人向けの雑誌類の定期購読の送付によく用いられている。
EMSの導入にあたっては、民間の国際宅配会社と各国の郵便事業団体間で競争や提携が生じている。
一例として日本郵政は、全日本空輸・郵便事業・日本通運との合弁で「ANA&JPエクスプレス (AJV)」を設立し、ANAから移管された航空貨物路線を運航し、郵便事業の国際物流部門の強化を目指していたが、日本郵政は2009年に経営撤退を表明した。

### 国際はがき・航空書簡
万国郵便連合加盟国の郵便事業団体・法人では航空書簡（仏: aérogramme、英語: aerogram）と国際郵便はがきを発行している場合があり、切手を貼らず世界均一料金にて、航空便で万国郵便連合加盟の相手国へ送付する事が出来る。日本では、日本郵便株式会社の郵便局において国際はがきが1枚70円、航空書簡が1枚90円で発売されていたが、2023年9月末をもって終売した。航空書簡については25gまでの薄いものなどを同封することができたが、重量を超過した場合は追加料金が発生した。

### エアメール封筒

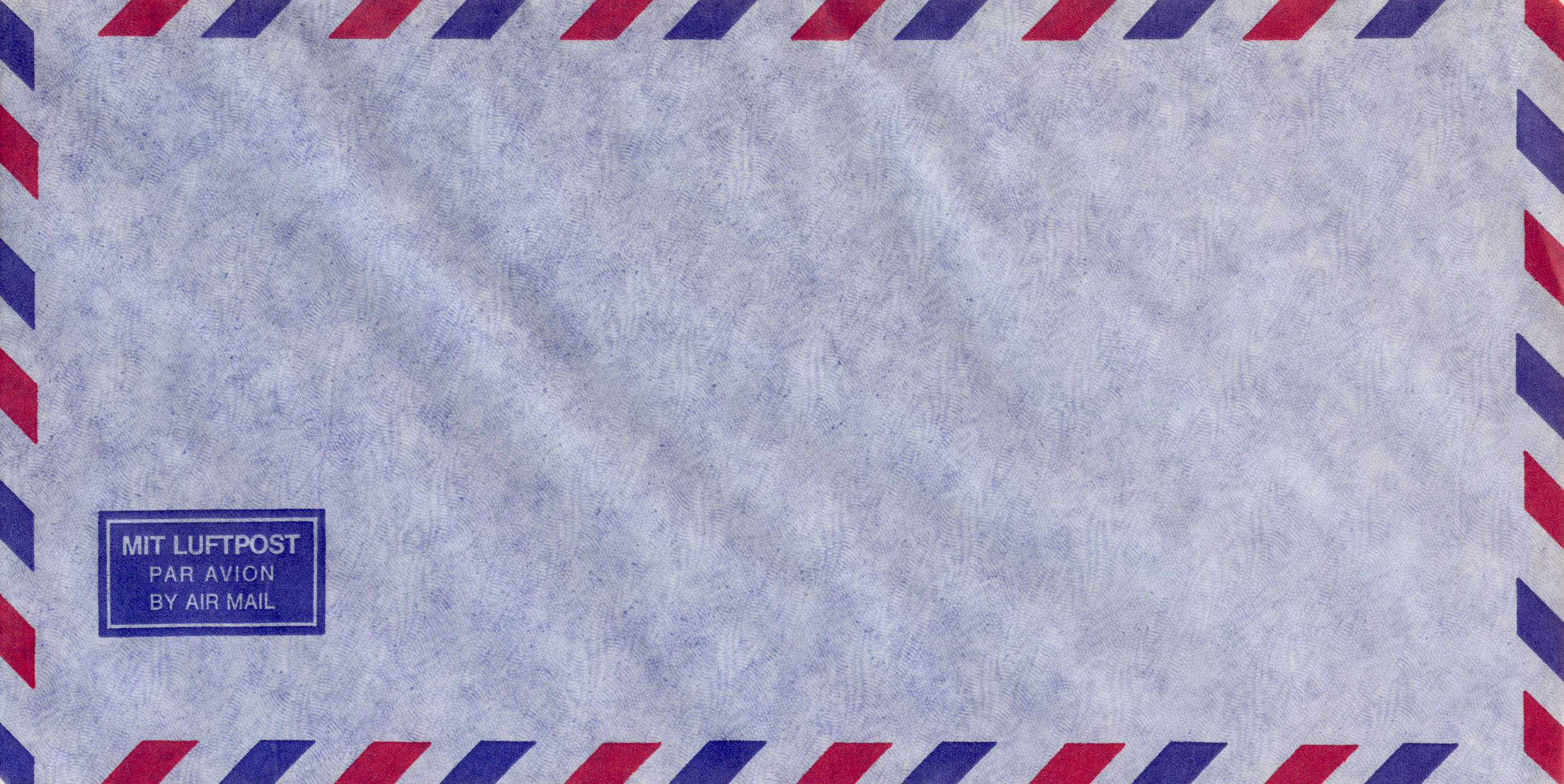
航空扱いに使われる一般的な封筒

エアメール封筒は、文房具店・郵便局に市販されているが、前出の通り航空便と分かる表記をし、所定の地域料金に対応する切手を貼っていれば、その他の封筒でも、日本郵便が定める定形寸法（120mm×235mm）と重量（〜25g迄、最大50g迄）を超えなければ、何の問題も無く航空扱いで送れる。

### 国際返信切手券
郵便事業では相手先から日本への返信用に国際返信切手券を販売しており、相手国が万国郵便連合加盟国であれば、相手国の郵便料金に関わらず、1枚で航空便（手紙）の基本料金相当として日本宛に返信することができる。

## 積載禁止品

### 内国郵便
- 小包類・レターパックで火気・爆発物が含まれているもの。代表例は花火・凶器・スプレー缶・高濃度アルコール・過酸化水素・水銀と、リチウムイオン電池やそれが含まれる携帯電話・ノートパソコン・携帯ゲーム機本体など
- ゆうパックにおいて、具体的な品名が書かれていないもの。

次のものは積載禁止と明記されていないもの
- 区分郵便物など、送達日数の余裕を持たせて廉価で受け付けた郵便物
- 山間部・島嶼部の一部など空港から離れ過ぎ、速達配達地域外として指定された地域

### 国際郵便
- IATAで指定された航空危険品
- ワシントン条約で指定された輸入禁止品

## 外国郵便を受け持つ郵便局（郵便事業支店）
| 2007年10月から2012年9月まで         | 日本郵政公社当時及び2012年10月以降 |
| ----------------------------------- | ---------------------------------- |
| - 郵便事業株式会社 東京国際支店     | - 東京国際郵便局                   |
| - 郵便事業株式会社 成田国際空港支店 | - 成田国際空港郵便局               |
| - 郵便事業株式会社 中部国際支店     | - 中部国際郵便局                   |
| - 郵便事業株式会社 大阪国際支店     | - 大阪国際郵便局                   |
| - 郵便事業株式会社 新福岡支店       | - 新福岡郵便局                     |
| - 郵便事業株式会社 那覇支店         | - 那覇中央郵便局                   |